# Brendon Urie
Brendon Boyd Urie (St. George, Utah, 12 de abril de 1987) es un cantautor, músico, multiinstrumentista y actor estadounidense, conocido por ser el vocalista de Panic! At The Disco, de la cual era el único miembro original restante. El grupo se formó en 2004 en Las Vegas, Nevada, y ha lanzado siete álbumes de estudio; A Fever You Can't Sweat Out (2005), Pretty. Odd. (2008), Vices & Virtues (2011), Too Weird to Live, Too Rare to Die! (2013), Death of a Bachelor (2016), Pray for the Wicked (2018) y Viva Las Vengeance (2022). La banda alcanzó renombre en 2005 con el popular sencillo «I Write Sins Not Tragedies», el cual generó 2,9 millones de ventas, y fue el sencillo más popular y exitoso de esta hasta el lanzamiento de «Hallelujah» en 2015.

## Biografía

### Primeros años
Nació el 12 de abril de 1987 en St.  George, Utah, pero su familia se mudó a Las Vegas, Nevada cuando Urie tenía dos años. Es el quinto e hijo menor de Boyd y Grace Urie. Proviene de una familia de mormones, y posee ascendencia hawaiana por lado materno. Asistió a la Palo Verde High School, lugar donde conoció a Brent Wilson, quien luego lo invitó a unirse como guitarrista de la banda Panic! at the Disco. Durante una entrevista en 2011, Urie explicó que era acosado en la escuela.
Urie trabajó temporalmente en una tienda de Tropical Smoothie Cafe con el fin de pagar el espacio donde la banda practicaba. En el café, a menudo cantaba para los clientes. Sobre esto, explicó: «En ese tiempo cantaba cualquier cosa que escuchaba, pero me limité a aceptar pedidos [de los clientes]. Recuerdo cantar algunas canciones de Scorpions, algo de W.A.S.P. Las canciones de los 80 generalmente son buenas para las propinas. Era una gran variedad de cosas... A algunas personas les gustaba, y a algunas personas no. Tenía que respetar los deseos de los demás, pero había un par de personas que me pedían cantar por una propina. Eso siempre es divertido».

### Panic! at the Disco

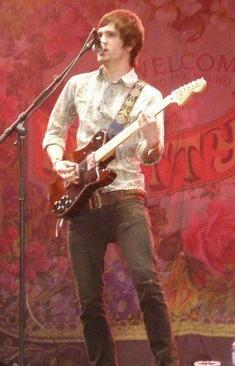
Urie en un concierto de Panic! at the Disco en 2008.

Urie conoció al guitarrista Brent Wilson en una clase de guitarra durante la escuela secundaria. Wilson le propuso a Urie unirse como guitarrista de la banda Panic! at the Disco, debido a que en ese momento estaban en necesidad de un reemplazo. Originalmente, Ryan Ross era el vocalista, pero cuando Urie fue invitado por Ross a un ensayo de la banda, estos quedaron impresionados con las habilidades vocales de Urie, y desde entonces ha sido el vocalista principal. Urie también es multiinstrumentista, y toca la batería, el bajo, el acordeón, el órgano, el violonchelo, el violín, y la trompeta.
Desde entonces, Panic! at the Disco ha lanzado cinco álbumes de estudio con Urie como vocalista principal. La banda alcanzó renombre en el 2005 con el popular y exitoso sencillo «I Write Sins Not Tragedies», el cual generó 1,8 millones de ventas. En su segundo álbum, Pretty.Odd. (2008), Urie escribió dos de las canciones: «I Have Friends in Holy Spaces» y «Folkin' Around» También escribió la canción «New Perspective» para la banda sonora de la película Jennifer's Body. El 22 de marzo de 2011 la banda lanzó su tercer álbum, Vices & Virtues, tras la marcha de Ross y Jon Walker. El 8 de octubre de 2013 salió a la venta el cuarto álbum, Too Weird to Live, Too Rare to Die!, y debutó en la segunda posición en el Billboard 200.
El 21 de julio de 2014 ganó un Alternative Press Music Award en la categoría Mejor vocalista. En 2015 el baterista y cofundador, Spencer Smith, abandonó la banda y el bajista Dallon Weekes fue degradado como miembro de gira, dejando a Urie como el único miembro oficial de Panic! at the Disco. El 15 de enero de 2016 Panic! at the Disco lanzó su quinto álbum de estudio, Death of a Bachelor, donde todos los instrumentos fueron tocados por Urie, salvo durante algunas colaboraciones en las canciones.

### Otros proyectos

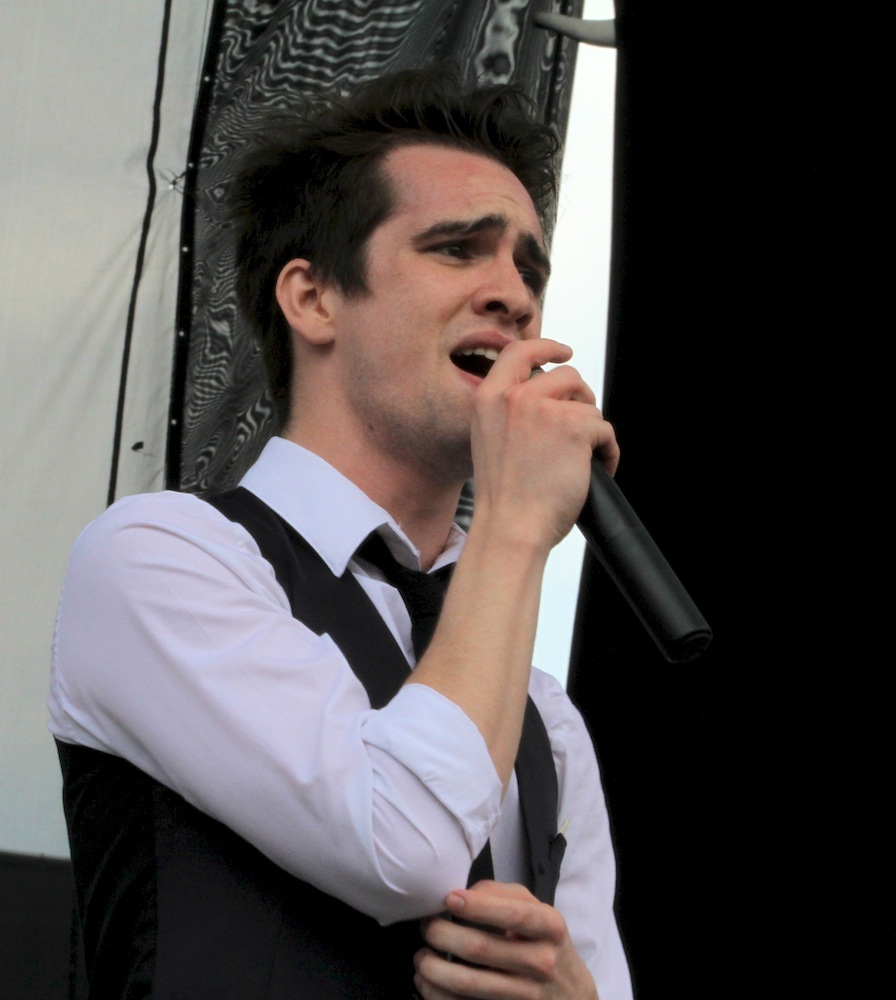
Urie en 2011.

Además de su trabajo en Panic! at the Disco, Urie apareció en canciones y vídeos musicales de otros artistas. Funcionó como vocalista invitado junto a Patrick Stump en la canción de The Cab «One Of THOSE Nights», de su álbum Whisper War. También apareció en el musical Razia's Shadow, creado por la banda Forgive Durden.
En 2008 se involucró en la realización de una canción para The Coca-Cola Company llamada «Open Happiness», junto con otras personalidades del mundo de la música, tales como Patrick Stump, Travie McCoy, Cee-Lo Green y Janelle Monáe. La canción fue escrita y producida por Butch Walker, coescrita por Cee-Lo Green y remezclada por Polow Da Don. Urie también apareció en el vídeo musical de la canción como un reportero de noticias eufórico. En diciembre de 2013 cantó «Big Shot» delante del músico Billy Joel, el presidente Barack Obama y una audiencia, cuando Billy Joel recibió el Kennedy Center Honors.
Urie también apareció en los videos musicales «A Little Less Sixteen Candles, A Little More Touch Me», «What a Catch, Donnie» y «Headfirst Slide into Cooperstown on a Bad Bet» del grupo Fall Out Boy. En 2006 apareció en el video «Clothes Off!!» junto con sus compañeros de banda Spencer Smith, Ryan Ross y Jon Walker.
Después del altercado del Reading Festival (Inglaterra) donde el público mostró su descontento con la banda por su música de carácter supuestamente «Emo» y el cantante perdió el conocimiento tras ser golpeado con una botella, el grupo dijo en una entrevista que «[A nosotros] no nos gusta que nos etiqueten con el nombre de emo, es más, hacemos todo lo posible para alejarnos de esa corriente. El “emo” apesta». En otras declaraciones dijo «Si nos dicen emo es porque no saben el significado de esa palabra; solo escuchen nuestras letras y verán que no son emo».
En 2019 participó en la canción de Taylor Swift Me! perteneciente al álbum Lover, que presentaron juntos en los Billboard Music Awards.

## Vida personal
El 25 de agosto de 2006, durante una presentación de Panic! at the Disco en el Festival de Reading, Urie fue golpeado en la cabeza por una botella lanzada desde el público apenas unos segundos después de que la banda subiera al escenario. Como consecuencia del golpe, perdió el conocimiento y tuvo que ser reanimado durante varios minutos. A pesar de sufrir una contusión, terminó el set de la banda. En un artículo para NME, Urie habló sobre el altercado en Reading, explicando: «Recuerdo que fui golpeado y noqueado. ¡Luego desperté y terminé el set! Estuve inconsciente durante un par de segundos, supongo. Luego tocamos un poco de música, lo cual fue bueno. Tengo una contusión, pero se ve bien. Me hace ver fuerte y resistente». 
El 27 de abril de 2013. Urie explicó que ha experimentado atracción hacia los hombres. Durante una entrevista, comentó: «Me encuentro atraído por hombres todo el tiempo. Estoy como, 'Wow, ese es un hombre apuesto.' No hay vergüenza en ello; así es como me siento. (...) Supongo que si tuviera que clasificarme a mí mismo, me gustaría decir que soy heterosexual. Pero en el pasado he experimentado con ámbitos de la homosexualidad y la bisexualidad. En general me siento más atraído por las mujeres».
El 6 de julio de 2018, declaró para la revista Paper: “Estoy casado con una mujer y estoy muy enamorado de ella, pero no me opongo a un hombre porque lo que me gusta es la persona. Sí, supongo que podrías calificarme como pansexual porque realmente no me importa. Si una persona es genial, entonces una persona es genial. Simplemente me gusta la gente buena, si tu corazón está en el lugar correcto. Definitivamente me atraen los hombres, solo me atraen las personas. Supongo que estoy saliendo del clóset oficialmente como pansexual”. Sin embargo mucho antes de la declaración, muchas de sus letras habían ayudado y servido como inspiración a fanes los cuales se encontraban confundidos con su orientación sexual y frustrados por no poseer la confianza suficiente para hacer públicos sus sentimientos, emociones y pensamientos.
En enero de 2022 se hizo público que sería padre por primera vez. Un mes después nació su hijo.